# 제58회 대종상
제58회 대종상은 2022년 12월 9일에 열린 시상식이다.

## 수상 및 후보

### 최우수작품상
- 헤어질 결심 - 박찬욱 수상
- 브로커 - 이유진
- 킹메이커 - 이진희
- 한산: 용의 출현 - 김한민
- 헌트 - 한재덕 외 1명

### 감독상
- 킹메이커 - 변성현 수상
- 당신얼굴 앞에서 - 홍상수
- 한산: 용의 출현 - 김한민
- 오마주 - 신수원
- 헤어질 결심 - 박찬욱

### 시나리오상
- 헤어질 결심 - 정서경 외 1명 수상
- 육사오(6/45) - 박규태
- 한산: 용의 출현 - 김한민 외 2명
- 킹메이커 - 변성현 외 1명
- 헌트 - 이정재 외 1명

### 남우주연상
- 헤어질 결심 - 박해일 수상
- 헌트 - 정우성
- 인생은 아름다워 - 류승룡
- 킹메이커 - 설경구
- 비상선언 - 이병헌
- 브로커 - 송강호

### 여우주연상
- 인생은 아름다워 - 염정아 수상
- 특송 - 박소담
- 오마주 - 이정은
- 헤어질 결심 - 탕웨이
- 당신얼굴 앞에서 - 이혜영

### 남우조연상
- 한산: 용의 출현 - 변요한 수상
- 비상선언 - 임시완
- 범죄도시2 - 손석구
- 장르만 로맨스 - 김희원
- 킹메이커 - 조우진
- 범죄도시2 - 박지환

### 여우조연상
- 공조2: 인터내셔날 - 임윤아 수상
- 장르만 로맨스 - 오나라
- 유체이탈자 - 임지연
- 헌트 - 전혜진
- 연애 빠진 로맨스 - 공민정
- 한산: 용의 출현 - 김향기

### 신인남자배우상
- 장르만 로맨스 - 무진성 수상
- 뜨거운 피 - 이홍내
- 오마주 - 탕준상
- 인생은 아름다워 - 옹성우
- 이상한 나라의 수학자 - 김동휘

### 신인여자배우상
- 불도저에 탄 소녀 - 김혜윤 수상
- 육사오(6/45) - 박세완
- 헌트 - 고윤정
- 이상한 나라의 수학자 - 조윤서
- 브로커 - 이지은
- 마녀(魔女) Part2. The Other One - 신시아

### 신인감독상
- 불도저에 탄 소녀 - 박이웅 수상
- 휴가 - 이란희
- 십개월의 미래 - 남궁선
- 헌트 - 이정재
- 범죄도시2 - 이상용
- 장르만 로맨스 - 조은지

### 촬영상
- 범죄도시2 - 주성림 수상
- 브로커 - 홍경표
- 비상선언 - 이모개 외 1명
- 한산: 용의 출현 - 김태성
- 헌트 - 이모개
- 헤어질 결심 - 김지용

### 편집상
- 범죄도시2 - 김선민 수상
- 헌트 - 김상범
- 헤어질 결심 - 김상범
- 외계+인 1부 - 신민경
- 비상선언 - 한재림 외 2명
- 한산: 용의 출현 - 이강희 외 1명

### 조명상
- 헌트 - 이성환 수상
- 비상선언 - 이성환
- 한산: 용의 출현 - 김경석
- 킹메이커 - 이길규
- 헤어질 결심 - 신상열

### 음악상
- 인생은 아름다워 - 김준석 수상
- 외계+인 1부 - 장영규
- 비상선언 - 이병우 외 1명
- 마녀(魔女) Part2. The Other One - 모그
- 헌트 - 조영욱
- 헤어질 결심 - 조영욱

### 의상상
- 한산: 용의 출현 - 권유진 외 1명 수상
- 인생은 아름다워 - 최세연
- 외계+인 1부 - 조상경
- 해적: 도깨비 깃발 - 권유진 외 1명
- 킹메이커 - 조희란
- 헌트 - 조상경 외 1명
- 헤어질 결심 - 곽정애

### 미술상
- 외계+인 1부 - 류성희 외 1명 수상
- 한산: 용의 출현 - 조화성
- 킹메이커 - 한아름
- 헌트 - 박일현
- 헤어질 결심 - 류성희

### 공로상
안성기 수상

### 다큐멘터리상
- 모어 - 이일하 수상
- 너에게 가는 길 - 변규리
- 물방울을 그리는 남자 - 김오안
- 성덕 - 오세연
- 미싱타는 여자들 - 이혁래 외 1명

### 시각효과상
- 외계+인 1부 - 제갈승 수상
- 비상선언 - 홍정호
- 한산: 용의 출현 - 정성진 외 1명
- 마녀(魔女) Part2. The Other One - 장민재
- 해적: 도깨비 깃발 - 강종익 외 1명

### 대종이 주목한 시선상
- 오마주 - 신수원 수상
- 임신한 나무와 도깨비 - 김동령 외 1명
- 휴가 - 이란희
- 시맨틱 에러: 더 무비 - 김수정
- 무녀도 - 안재훈
- 태일이 - 이은 외 1명

### 시리즈 영화 감독상
- 안나-감독판 - 이주영 수상

### 피플스 어워드 남우
- 범죄도시2 - 박지환 수상

### 피플스 어워드 여우
- 장르만 로맨스 - 오나라 수상

### 뉴웨이브상 남우
- 인생은 아름다워 - 옹성우 수상
- 시맨틱 에러: 더 무비 - 박재찬 수상

### 뉴웨이브상 여우
- 육사오(6/45) - 박세완 수상
- 이상한 나라의 수학자 - 조윤서 수상

## 같이 보기
- 제58회 백상예술대상
- 제43회 청룡영화상